# Idioma sherpa
El idioma sherpa es una lengua tibética hablada principalmente en la región de Khumbu, Nepal, y en Sikkim, India, por los sherpas. Unos 145 000 hablantes viven en Nepal (2011), unos 20.000 en Sikkim (1997) y unos 800 en la Región Autónoma del Tíbet (1994). 
Se trata de un lenguaje sujeto-objeto-verbo (SOV). Se escribe utilizando la escritura devanagari o tibetana. 

## Clasificación
Sherpa pertenece a la familia tibeto-birmana y a la familia secundaria tibética. Está relacionado con los idiomas jirel, humla, mugom, dolpo, lo-ke, nubri, tsum, langtang, kyirong, yolmo, gyalsumdo, kagate, lhomi, y walung.

## Fonología
Sherpa es una lengua tonal.Los consonantes de sherpa siguen:

### Consonantes
|                     |                     | Labial    | Dental    | Alveolar    | Retrofleja | Palato- alveolar | Palatal    | Velar     | Glotal  |
| ------------------- | ------------------- | --------- | --------- | ----------- | ---------- | ---------------- | ---------- | --------- | ------- |
| Nasal               | Nasal               | m ⟨མ m⟩   |           | n ⟨ན n⟩     |            |                  | ɲ ⟨ཉ ny⟩   | ŋ ⟨ང ng⟩  |         |
| Oclusiva/Africada   | Sorda               | p ⟨པ p⟩   | t̪ ⟨ཏ t⟩   | t͡s ⟨ཙ ts⟩   | ʈ ⟨ཊ ṭ⟩    | t͡ʃ ⟨ཅ c⟩         | c ⟨ཀྱ ky⟩   | k ⟨ཀ k⟩   |         |
| Oclusiva/Africada   | Aspirada            | pʰ ⟨ཕ ph⟩ | t̪ʰ ⟨ཐ th⟩ | t͡sʰ ⟨ཚ tsh⟩ | ʈʰ ⟨ཋ ṭh⟩  | t͡ʃʰ ⟨ཆ ch⟩       | cʰ ⟨ཁྱ khy⟩ | kʰ ⟨ཁ kh⟩ |         |
| Oclusiva/Africada   | Sonora              | b ⟨བ b⟩   | d̪ ⟨ད d⟩   | d͡z ⟨ཛ dz⟩   | ɖ ⟨ཌ ḍ⟩    | d͡ʒ ⟨ཇ j⟩         | ɟ ⟨གྱ gy⟩   | ɡ ⟨ག g⟩   |         |
| Fricativa           | Fricativa           |           |           | s ⟨ས s⟩     |            | ʃ ⟨ཤ sh⟩         |            |           | h ⟨ཧ h⟩ |
| Líquida             | Sorda               |           | l̪̥ ⟨ལྷ lh⟩  | ɾ̥ ⟨ཧྲ hr⟩    |            |                  |            |           |         |
| Líquida             | Sonora              |           | l̪ ⟨ལ l⟩   | ɾ ⟨ར r⟩     |            |                  |            |           |         |
| Vocoide no silábico | Vocoide no silábico | w ⟨ཝ w⟩   |           |             |            |                  | j ⟨ཡ y⟩    |           |         |

### Vocalles
|              | Anterior | Anterior | Posterior | Posterior |
| oral         | nasal    | oral     | nasal     |           |
| ------------ | -------- | -------- | --------- | --------- |
| Cerrada      | i        | ĩ        | u         | ũ         |
| Casi cerrada | e        | ẽ        | o         | õ         |
| Casi abierta | ɛ        | ɛ̃        | ɔ         | ɔ̃         |
| Abierta      | a        | ã        | ʌ         | ʌ̃         |

### Tonos
Hay cuatros tonos distintos: alto, alto descendente, bajo, y bajo ascendente. Independientemente del tono regular de la palabra, la última sílaba de una pregunta debe pronunciarse con un tono ascendente.
| Español   | Sherpa |
| --------- | ------ |
| Domingo   | Ngi`ma |
| Lunes     | Dawa   |
| Martes    | Migmar |
| Miércoles | Lhagpa |
| Jueves    | Phurba |
| Viernes   | Pasang |
| Sábado    | Penba  |